# 中野たむ
中野 たむ（なかの たむ、3月22日 - ）は、日本の元女性プロレスラー、元アイドル、グラビアアイドル。愛知県安城市出身。血液型AB型。

## 経歴

### プロレスデビューまで
3歳からダンスを習い、舞台芸術を学ぶため東京の専門学校に進学。卒業後はダンスインストラクターなどを経験。2012年、ソフト・オン・デマンドが手掛けるアイドルユニット「カタモミ女子」メンバー1期生としてリーダーを務めた（当時の芸名は田内友里愛）。
2015年4月5日、カタモミ女子2ndワンマンライブをもってグループを卒業。この模様はフジテレビ系『ザ・ノンフィクション』で取り上げられた。
6月、事務所を離れるとともに「中野たむ」に改名。また、元カタモミ女子の一宮麻由加（旧名:間宮一子）、小泉りあ（旧名：小泉りりあ）、大和鈴奈（旧名：南玲奈）とともに「info.m@te-インフォメイト-」を結成した。インフォメイト時のニックネームは「紫色のBボタン」。しかし、インフォメイトのプロデューサーが失踪してしまい、あらゆる業務を抱え込んだ結果、精神的に追い詰められ、グループは解散した。
アイドルを辞めようとしたところで、プロレス団体「アクトレスガールズ」の代表、坂口敬二に出会い、練習の見学に向かったところ、練習生として紹介されほぼ強制的に練習に参加させられたことがプロレスデビューのきっかけとなった。

### アクトレスガールズ時代

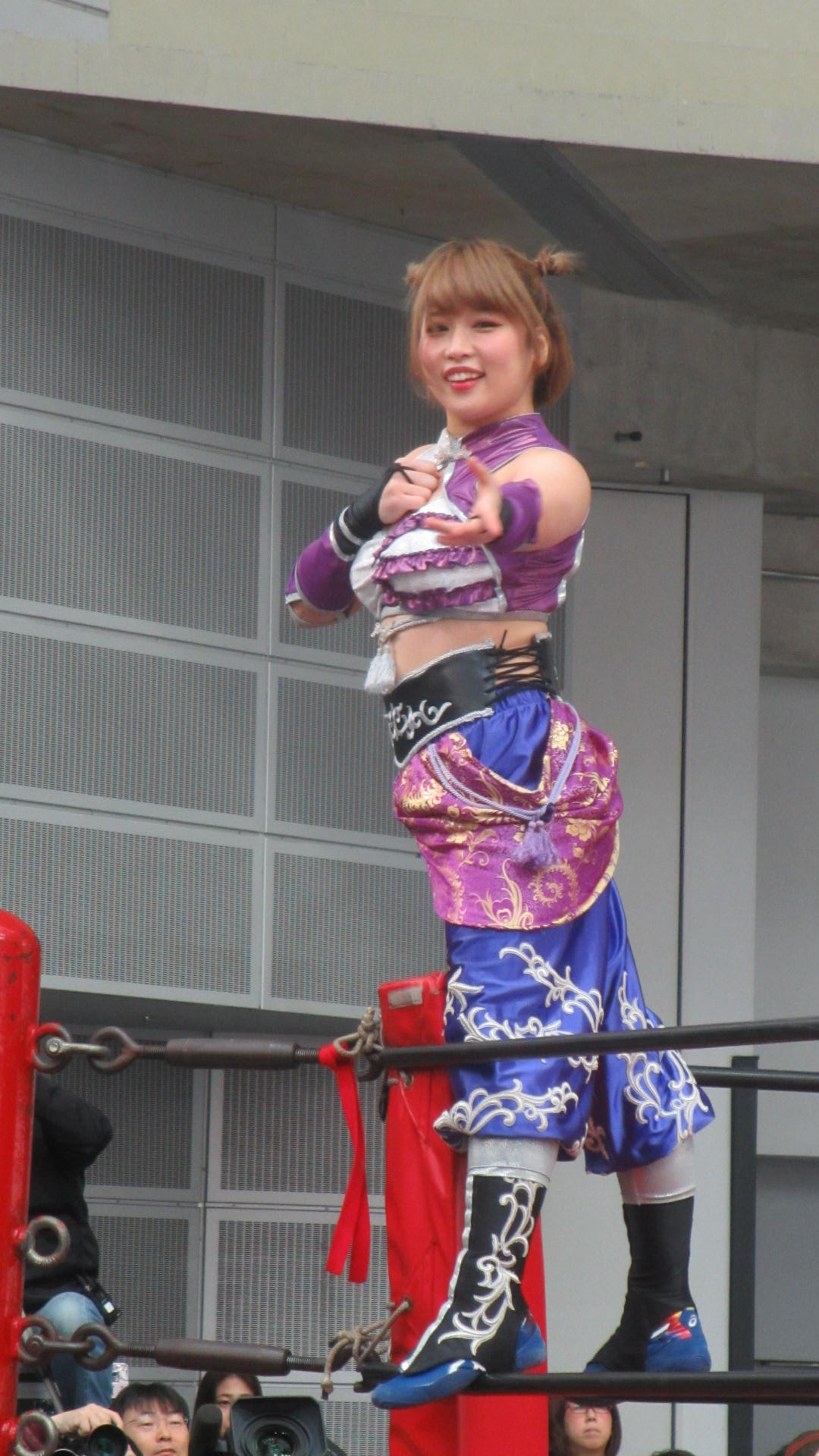
2016年のコスチューム

2016年5月に行われたアクトレスガールズに、振付兼演者として参加。インフォメイトの5月いっぱいでの無期限活動中止が発表されると、アクトレスガールズの練習生となることが本人より告知された。
デビュー戦の数日前、練習中に負傷し頚椎椎間板ヘルニアを発症。半身不随になる可能性も医者から宣告された。
7月18日、新木場1stリングにおける「Beginning ACT8」安納サオリ戦でプロレスラーデビュー。
プロ初勝利は9月19日「Act10」での宮間梨佳戦。11月13日、安納サオリ戦で全日本プロレスに初参戦。11月24日、FMWに初参戦。12月11日、体格差があるなか伊藤薫とのシングルマッチに健闘するも敗戦。また同日より自身初の3連戦を経験する。12月12日のバトスカフェ興行にて、仁科鋭美と組み安納サオリ&万喜なつみ組に勝利。12月13日、アップルスター興行における4WAYマッチで朱里、ハイビスカスみぃ、小波と対戦。12月29日、さいたまスーパーアリーナ・コミュニティアリーナで行われた、格闘技EXPO2016のBeginning提供試合に出場。
2017年1月22日、プロレスリングディアナにおいて角田奈穂とシングルマッチ。8分48秒、アルゼンチンバックブリーカーで勝利し、シングルマッチ2勝目を挙げる。2月12日、JWP認定無差別級王者・中森華子とノンタイトルで対戦し敗北。4月21日、FMWに参戦しミス・モンゴルに敗北。さらに試合後のセコンドを担当した際、モンゴルの電流爆破バットの一撃に半失神してしまった。
2017年5月4日、堀田自主興行にてアイドルの先輩である井上貴子に敗北。「あんた、アイドル辞めるんじゃないよ」「アイドルって1回言われた人間は死ぬまでアイドルなの。だから私もアイドルよ」 と叱咤される。6月5日、東京・新木場1stRINGにて大仁田厚＆中野たむプロデュース興行を6月24日に行うと発表。試合形式は「がんばるブスvsがんばるカワイイ子のプライドを懸けた戦い! in新木場～ストリートファイト・エニウェア・バンクハウス・ビッグ有刺鉄線ブラジャー争奪・棺桶電流爆破8人タッグデスマッチ」。同試合で爆破され緊急搬送。周囲には心配されたが、中野自身はこの試合でプロレスを続ける決意を固めた。6月6日、Beginningの退団を発表、以降は中野たむ事務所として、フリーランスで活動。

### スターダム時代

#### 参戦、大江戸隊時代
2017年7月16日、スターダム後楽園ホールに来場し参戦を直訴。のちにバイパーを相手とした査定マッチを経て定期参戦が決定。8月19日から開幕のSTARDOM 5★STAR GP2017にエントリーも1勝でリーグ戦を終了。また、同リーグ中にかねてより勧誘されていた大江戸隊に加入。負傷を理由に10月1日のスターダム新木場大会を最後に長期欠場に入る。欠場中も大江戸隊のプロデューサー「P様」（パンダのぬいぐるみ）と共に、セコンドとして参加している。11月1日付で花月と共にスターダムに入団。
2018年1月21日、後楽園でのスターダム7周年記念興行にてクイーンズ・クエストとの5VS5勝ち抜きルーザー・リーブ・ユニットマッチ（大将が負けた場合は当該ユニットから追放される）へ大江戸隊の大将として復帰。QQの大将である渡辺桃に敗北して大江戸隊から追放された。

#### STARS時代
ユニット無所属となったのち、岩谷麻優の勧誘によりSTARSに加入。4月1日、名古屋国際会議場での花月&夏すみれ組戦（パートナーは紫雷イオ）にて、団体初の電流爆破戦に勝利した。8月18日から開幕のSTARDOM 5★STAR GP2018にレッドスターズとして入団後初挑戦も2勝5敗（4点）に終わった。9月30日、名古屋国際会議場（昼の部）のアーティスト・オブ・スターダム選手権試合にて岩谷麻優&鹿島沙希と共に王者組のジャングル叫女&刀羅ナツコ&米山香織組相手にタイトル初挑戦。タイガー・スープレックス・ホールドで刀羅を破り初タイトルを獲得した。10月13日から開幕の第8回GODDESSES OF STARDOM～タッグリーグ戦にレッドゴッデスとして渋沢四季とのタッグで挑むも1勝3敗1両者KO に終わった。11月17日、「ミスiDフェス2019」でミスiD2019を受賞。12月2日、本人がGMを務めるスターダム★アイドルズが新木場で旗揚げ公演を行った。
2019年1月14日、後楽園でのスターダム8周年記念興行にてタイトル初挑戦となり渡辺桃が持つワンダー王座シングルマッチに敗れる。4月29日、後楽園でのSTARDOM Cinderella tournament2019の1回戦にて花月と対戦するが10分時間切れ両者失格に終わった。8月18日から開幕のSTARDOM 5★STAR GP2019にレッドスターズとして臨んだ。5勝3敗（10点）と健闘したが決勝は逃し殊勲賞を受賞。10月19日から開幕の第9回GODDESSES OF STARDOM～タッグリーグ戦へ星輝ありさとのタッグであるブルーゴッデスとして挑み4勝1敗で決勝に進出。決勝はレッドゴッデス代表のビー・プレストリー&ジェイミー・ヘイターを破り優勝を果たす。11月に発足したアイドルグループ「lonely planet」の振り付けを担当。
2020年1月19日、後楽園でのスターダム9周年記念興行からリングコスと入場曲を一新。引退間近だった花月を新技トワイライト・ドリームで破った。3月24日、後楽園でのSTARDOM Cinderella tournament2020の1回戦で鹿島沙希に勝利するも2回戦の刀羅ナツコに敗れた。7月26日、後楽園でのワンダー・オブ・スターダム王座決定戦でジュリアに挑むもレフェリーストップ負けを喫する。8月8日から開幕のSTARDOM 5★STAR GP2020にレッドスターズとして挑むも4勝3敗（8点）に終わった。
10月10日から開幕の第10回GODDESSES OF STARDOM～タッグリーグ戦にブルーゴッデスとして白川未奈とのタッグ「DREAM☆H」で挑むも2勝3敗（4点）に終わるが、11月14日、後楽園大会でDREAM☆Hにウナギ・サヤカを加えた3人で、トリオとして「COSMIC ANGELS」を結成した。2020年12月16日、後楽園大会にてビー・プレストリー&刀羅ナツコ&鹿島沙希組を破り､アーティスト・オブ・スターダム王座戴冠（パートナーは白川、ウナギ）。

12月20日、大阪大会でのアーティスト・オブ・スターダム選手権試合（イリミネーションマッチ）でSTARSに勝利し､王座初防衛。試合後の中野が､STARSから分離し、ユニットとしてのCOSMIC ANGELSの始動を宣言した。

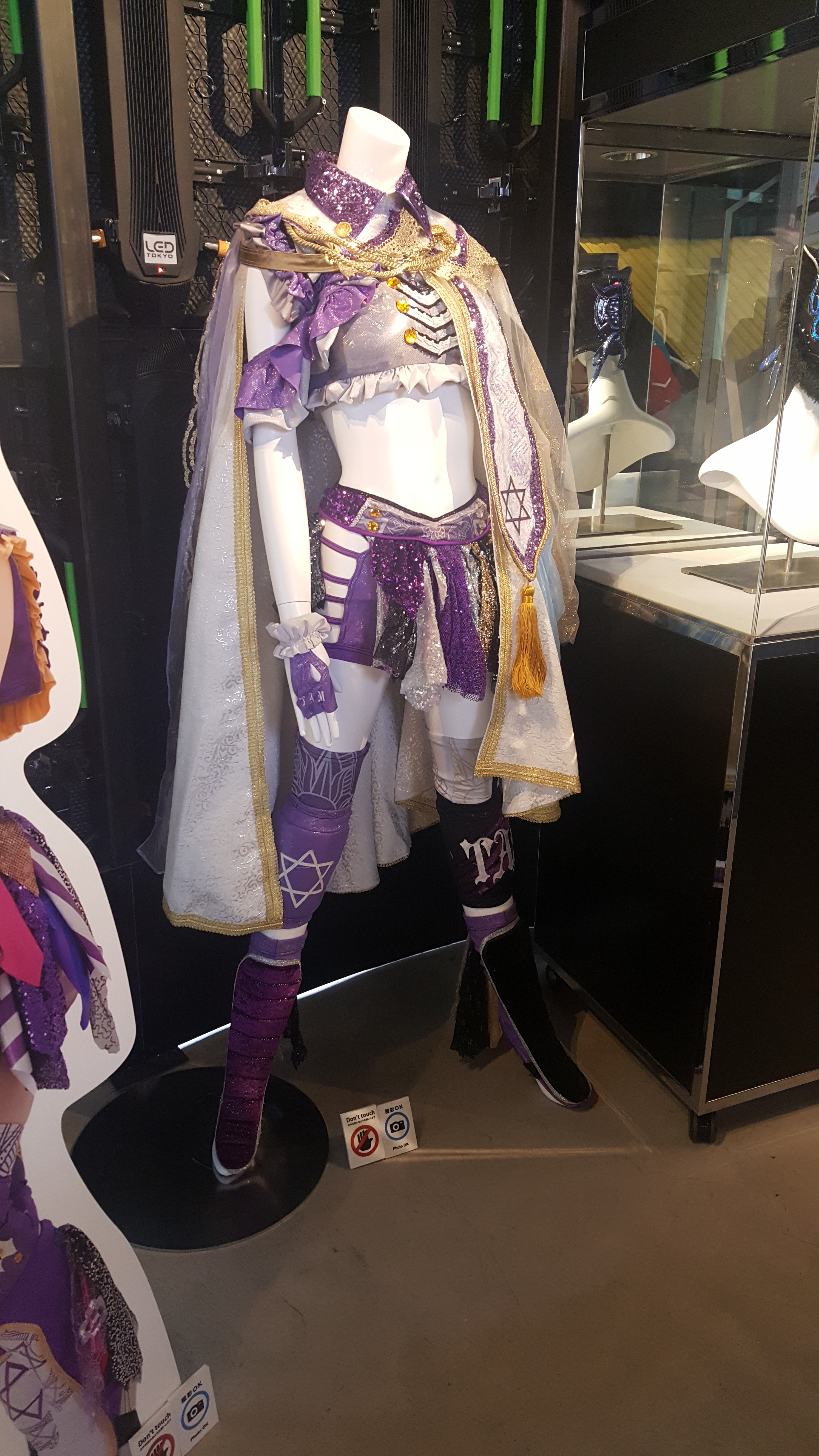
2021年展示のコスチューム

#### COSMIC ANGELS時代
2022年1月5日、新日本プロレスの東京ドーム大会「バルサン Presents WRESTLE KINGDOM 15 in 東京ドーム」のダークマッチにて、岩谷麻優と組み出場。ジュリア＆朱里組に敗れる。
3月3日、日本武道館での「スターダム10周年記念 ～ひな祭りALLSTAR DREAM CINDERELLA～」において、ジュリアと「ワンダー・オブ・スターダム選手権試合&敗者髪切りマッチ」（時間無制限1本勝負）に挑んだ。18分57秒、トワイライト・ドリームで勝利。第15代王座を獲得した。4月4日、横浜武道館でのワンダー・オブ・スターダム王座戦にてなつぽいに勝利し初防衛に成功。防衛戦前には記者会見やSNS、インスタライブになつぽいが乱入するなど、アクトレス・ガールズで同時期に活動した際の確執をからめ舌戦を繰り広げた。10月3日、名古屋大会にて舞華&ひめか&なつぽいとアーティスト・オブ・スターダム王座のタイトル防衛戦に敗れ陥落。しかし、連続防衛回数7回は歴代最多となる。
6月7日、なつぽいとのシングル2番勝負が決定。26日、名古屋国際会議場にて、2番勝負第1戦となるスターダム史上初の金網戦を行った。試合終盤、宙吊り状態でのスリーパーによりなつぽいを戦闘不能にさせ、そのまま金網からエスケープし勝利する。28日、後楽園にて行われた第2戦では20分を超える死闘の末に敗れた。
7月9日の立川ステージガーデン大会では遺恨決着戦としてDDM対コズエンのイリミネーション戦が行われた。試合終盤、エプロンでの攻防中になつぽいが突如としてジュリアにキックを浴びせ、断崖式ジャーマンも放ち、コズエンが勝利する。試合終了後になつぽいがDDMからの決別を宣言してコズエンへの移籍を志願。それが容認され1年以上の抗争に終止符が打たれた。
7月24日、ゴッデス・オブ・スターダム王者のFWC（葉月、コグマ）の防衛戦に逆指名される（タッグパートナーはなつぽい）。8月3日、なつぽいとのタッグを正式結成。8月21日、愛知県体育館にてなつぽいと組み、コグマ＆葉月が持つゴッデス・オブ・スターダム王座を奪取。第25代ゴッデス・オブ・スターダム王者となる。10月3日、なつぽいとのタッグ名が『meltear』に決定。10月23日、GODDESSES OF STARDOM開幕戦に登場。新入場曲の「Double Frontier」をなつぽいと歌唱しながら入場した。11月3日、広島サンプラザホールにて渡辺桃＆スターライト・キッド相手にゴッデス・オブ・スターダム王座防衛戦に勝利。
11月13日、「ブシロード15周年記念ライブ in ベルーナドーム」に出演。入場曲「Double Frontier」をドームの観客の前で歌唱した。
2023年1月4日、東京ドームで行われた新日本プロレス「WRESTLE KINGDOM 17」にてKAIRIの持つIWGP女子王座に挑戦するも6分足らずで敗れる。
4月23日、横浜アリーナ「ALLSTAR GRAND QUEENDOM 2023」にて、ジュリアが持つワールド・オブ・スターダム王座に挑戦し奪取。第16代王者となる。5月27日、大田区総合体育館「STARDOM Flashing champions 2023」にてワンダー王者である白川未奈との二冠戦に勝利。史上2度目の赤白二冠王に輝く。しかし、7月2日のワンダー王座戦でMIRAIに敗れ、ワンダー王座を失う。
10月12日、左膝の負傷により、GODDESSES OF STARDOM 2023の欠場を発表。欠場が長引き、11月18日予定だった鈴季すずとのワールド王座戦も消滅した。11月20日、年内復帰が難しいためワールド王座の返上を発表。12月、2ヵ月の欠場がありながら二冠王者に輝くなどの活躍が認められプロレス大賞・女子プロレス大賞を受賞した。この怪我により引退を申し出ていたが、岡田太郎社長から慰留されたことで現役を続行した。
2024年2月4日、水森由菜とのタッグで白川未奈・月山和香組との試合で4か月ぶりに復帰。タイガースープレックスホールドで月山からフォール勝ちを収めた。
夏に行われた5★STAR GP 2024では、開幕3連敗を喫し早々にリーグ戦敗退が決まる。その際、ワールド王者刀羅ナツコより「最後のトドメを刺す」としてワールド王座戦に指名される。しかし、その後1勝も挙げることなくリーグ戦全敗となった。8月31日、リーグ戦全敗という不振かつ左膝を痛めた状態で刀羅とのワールド王座戦に臨み、トワイライトドリームで3カウントを奪い王座を奪還した。

### プロレス引退
12月29日、上谷沙弥とのワールド王座戦にて敗れ、王座を失う。その後、年が明けた2025年から上谷との抗争が激化。玖麗さやかを巡る抗争などの末、玖麗のH.A.T.E.入りを賭してタッグマッチで上谷と対戦し勝利。その試合後、上谷に対して敗者退団マッチを要求した。
3月3日、上谷との敗者退団マッチに敗れ、スターダムを退団。試合後にリング上で上谷から与えられた「ラストチャンス」に「敗者引退マッチ」を提案し受諾された。退団後はフリーランスのレスラーとしてスターダムに参戦を続けた。
4月27日、ALLSTAR GRAND QUEENDOM 2025にて、上谷との「敗者引退マッチ」に挑んだ。26分9秒の激闘の末、上谷が中野の得意技であるトワイライトドリームを繰り出しフォール負けを喫した。最後は2人で肩を組み花道を退場した。
本人の希望どおり、セレモニーや引退記念試合は行わず、上谷との一戦がプロレスラーとして最後の試合となった。

## 人物
特技はダンスと中国武術。
花火師の免許を保有している。
入団当初のリングコスチュームはカンフーガールをイメージし、カタモミ女子時代から金髪ショートカットであった。2020年には、コスチュームと髪型をアイドル風に一新した。リングコスの製作を手掛けたユキヒーロープロレスによると「宇宙一可愛いコスチューム作る為に一生懸命プリキュアを見た」とX公式アカウントでツイートしている。
人前に立つことは慣れていたが、リングの中は別格で「プロレスは想像してたより、もっと素敵な世界でした」とプロレスの魅力を表現している。また、「今までより、もっと人に感動を与えたい」と思ったことがプロレスに足を踏み入れた理由としている。
2020年3月14日のYouTube配信 にて新日本プロレスのタイチと初対面した。以降も配信などで交流の機会があり、その度にセクハラをはじめあらゆるハラスメントを受けている。
2020年の新型コロナウィルスによりプロレス興行の中止が相次いだことから、twitterなどのSNSでメイクや料理動画、「#僕の彼女は二冠チャンピオン」と称し同棲気分を味わえるものなど、自宅での写真・動画の投稿が増加。その行動に他の選手（主にドンナ・デル・モンドのメンバー）が因縁をつけ、ジュリアとの遺恨の勃発など影響を及ぼした。
COSMIC ANGELSの結成理由は、過去に大江戸隊だった自身を救い上げてくれた岩谷麻優のように自分も誰かを救い上げるため、またSTARSのユニット内ユニットとして結成したつもりが、岩谷に突き放されて脱退と独立を余儀なくされたという経緯と見解をtwitterで述べた。また自身の入場曲「Twilight Dream」の歌詞は岩谷麻優をモデルにしたものだと明かしている。

## メディア出演

### テレビ
- 「オードリーの神アプリ@新世紀-UP DATE-」（2014年2月11日、3月25日、テレビ東京） - ワンラバ～1分間彼女～
- 「ザ・ノンフィクション」（2015年7月5日、フジテレビ） - カタモミ女子として
- 「レジェンド女子プロレス　ファイティングガールズ」（2017年2月3日、フジテレビ）[87]
- 「プロレスのススメ」（2017年8月16日、サムライTV）
- 「嵐にしやがれ」（相葉雅紀と共演）（2018年11月16日、日本テレビ系）
- 「ねるちゃんねる」（欅坂46長濱ねると共演）（2018年8月16日、NHK教育テレビ）
- 「チルテレ」（2020年5月9日、BS日テレ）
- 「推し1グランプリ ～私の推しが世界一尊い～」（2020年9月26日、静岡朝日テレビ）
- 「バキバキビート」（2020年12月5日、サンテレビ） - 白川未奈と共に出演
- 「家、ついて行ってイイですか?」（2020年12月9日、テレビ東京）[88]
- 「バキバキビートII」（2021年10月2日、サンテレビ） - ウナギ・サヤカと共に出演
- 「全力!脱力タイムズ」（2022年9月30日、フジテレビ系） - なつぽいと共に出演
- 「くりぃむナンタラ」（2024年10月16日、テレビ朝日系列）
- 「SASUKE2024 第42回大会」（2024年12月25日、TBS系列）
- 「しゃべくり007」（2025年4月7日、日本テレビ）

### ウェブテレビ
- 妄想中毒（2019年2月24日[89]、AbemaTV）

### 雑誌
- 『B.L.T.』（2015年10月号、2017年6月号、東京ニュース通信社）- 2015年はインフォメイトとして。
- 『Soup.』（2017年2月号、スープ）- 辛口ビューティーレッスンに万喜なつみと掲載[3]。
- 集英社「プレイボーイ」No.16 2018年4月16日号

### 舞台
- 「SKY RUNNER」（Spinnin ronin Japan、d-倉庫）2014/10/15（水） ～ 2014/10/19（日）
- 「真田十勇士」劇団グスタフ×FPアドバンス合同公演
- 「アクトレスガールズ第一試合 THE（C）CARD」　2016年5月7日、8日
- 「アリスインプロジェクト 「ダンス×3」　2019年2月（全16公演）

### 映画
- アイドル三國志BATTLE（2019年10月、オメガフィルム）‐ 嵐山薫子 役[90]

## 作品

### DVD
- はじめまして!私達!『カタモミ女子』です!!Vol.4 （2013年10月24日、ソフト・オン・デマンド） - 林宏美, 南玲奈との共演

### 書籍
- 白の聖典（2022年1月17日、彩図社）ISBN 978-4801305786

### 写真集
- TAMs Channel DAY（2018年3月28日）※スターダム会場限定
- TAMs Channel NIGHT（2018年3月28日）※スターダム会場限定
- DREAMY（スターダム、2019年8月7日）※通販限定
- 中野たむ写真集 Twilight（2021年7月31日）※電子書籍

### CD
- ティアーズテイル（2023年4月19日、ブシロードミュージック） - meltear[91]

## 得意技

### フィニッシュ・ホールド
トワイライト・ドリーム
リストロック式タイガー・スープレックス・ホールド。最上級フィニッシャー。
相手の右腕をハンマーロックで捕らえ、その脇下を通した右手で相手の左腕をクラッチしつつ、さらにチキンウィングで固定する複雑なクラッチで後方へ反り投げ、美しいブリッジで固めてフォールを奪う変型スープレックス。
タイガー・スープレックス・ホールド
ハイブリッジ・タイガー・スープレックス・ホールド
高角度のタイガー・スープレックス・ホールド。
背後から相手の両腕をダブル・チキンウィングで捕らえ、美しい弧を描きながら後方へと反り投げ、ブリッジで固める。FIRE PRO WRESTLING WORLDにてスターダムとのコラボ時に名付けられた。
バイオレット・シューティング
ランニング・ニー
ハーフダウン状態の相手に対し、ロープから走り込んで顔面に右膝を叩き込むランニング・ニー。大きくジャンプせず、体重を乗せて低空で打ち込むのが特徴。多彩な蹴り技を得意とする中野の代表的フィニッシャー。
バイオレット・スクリュー・ドライバー
ブレーンバスターの体勢で相手を担ぎ上げ、同時に自身は開脚して相手の身体を抱えて垂直落下で前方へ投げ落とし、相手を脳天からマットに突き刺す変形垂直型、ファルコンアロー。技名はSSD（スタイナー・スクリュー・ドライバー）にちなんだもの。
ノーザン・クロス
変形逆三角締め。

### 投げ技
天空落とし
高角度ジャーマン・スープレックス、大一番では、雪崩式ジャーマン・スープレックスの2種類を使用。
バックドロップ

### 打撃技
エルボー
バックエルボー
ビンタ
各種蹴り技
ローキック、ミドルキック、ハイキック、ローリング・ソバット
バズソーキック
仰向けになった相手の上半身を起こして相手の左側頭部を振り抜いた右足の甲で蹴り飛ばす。
バックスピンキック
ディスティニーハンマー
変則的な各種回し蹴り

### 組み技
どどん.tam（どどんどっとたむ）
変型フェイス・バスター。
相手の背後から両腕をダブル・チキンウィングで捕らえて担ぎ上げ、前方へ投げ落とすと同時に開脚式でシットダウンし、顔面からマットに叩きつける変型フェイス・バスター。本家直伝で技名も田口隆祐が命名。

### 関節技
アンドロメダ［側転式飛びつき腕挫十字固]
相手の右腕を捕らえた状態で片腕で側転し、ヘットシザーズの体勢で頭部を挟み込んでグラウンドへと移行してそのまま捕らえた右腕を極める変形腕挫十字固。中野らしい派手なサブミッション技。また、同じ名称でグラウンドへ移行するときにそのまま丸め込む場合もある。

## タイトル歴
スターダム
- 第16代、第19代ワールド・オブ・スターダム王座
- 第15代、第18代ワンダー・オブ・スターダム王座
- 第25代ゴッデス・オブ・スターダム王座
  - 第25代、なつぽい
- 第18代、第20代、第25代、第33代アーティスト・オブ・スターダム王座
  - 第18代、第20代、岩谷麻優&鹿島沙希
  - 第25代、白川未奈&ウナギ・サヤカ
  - 第33代、なつぽい&安納サオリ
- GODDESSES OF STARDOM 優勝（2019年）（パートナーは星輝ありさ）

プロレス大賞
- 女子プロレス大賞（2023年）

プロレスリング・イラストレーテッド
- 2019年 PWI Women's 100 - 76位[92]
- 2021年 PWI Women's 150 - 9位[93]
- 2022年 PWI Women's 150 - 30位[94]
- 2023年 PWI Women's 250 - 5位[95]
- 2024年 PWI Women's 250 - 28位[96]

## 入場曲
- 会心の一撃（最終未来兵器mofu）
- Violet KungｰFu Girl - 2017年ごろから2020年まで使用。本人が作曲を行った。
- Twilight Dream  - 2020年から引退時まで使用。本人が作詞[97]。
- Double Frontier - なつぽいとのタッグユニットである「meltear」の入場曲として2022年から使用[98]。